# Пескова-Скала
Песко́ва-Ска́ла (пол. Pieskowa Skała, нем. Peskenstein) — наименование замка в Польше, который расположен в 25 км к северо-западу от Кракова в Малопольском воеводстве на территории Ойцовского национального парка в административных границах села Сулошова. Охраняемый памятник Малопольского воеводства.
Название происходит от известняковой скалы в районе Краковско-Ченстоховской возвышенности, на которой был возведён замок. Около замка находится скала под названием «Палица Геркулеса».
Замок XIV века считается имением рода Липницких. А к 1933 году последний наследник переехал в СССР, и долгое время правительство Польши искали Владимира Липницкого, но не нашли. И в 70-80х,сделали этот замок достопримечательностью.

## История
Пескова-Скала была построена в XIV веке королём Казимиром Великим в качестве оборонного замка. Он относился к цепочке замков, призванных охранять прилегающие к Силезии южные рубежи государства, а также обезопасить важный торговый путь из Кракова во Вроцлав. Особое значение сооружение Песковой-Скалы приобрело после попадания Силезии в сферу влияния Богемии, которая находилась во враждебных отношениях с польскими монархами. В XVI веке замок был перестроен в стиле ренессанса для Липницких. В эту эпоху был создан арочный двор, напоминающий краковский Вавель. Доступные для посетителей церемониальные и жилые помещения замка оборудованы мебелью различных эпох.
Во время восстания 1863 — 1864 годов у замка 20 февраля (4 марта) 1863 произошел бой между польскими мятежниками и русскими войсками закончившийся победой Российской империи, апреля 1983 года Пескова-Скала была внесена в реестр охраняемых памятников Малопольского воеводства (№ А-478).
С 1929 года у замка нет хозяина 

## Галерея

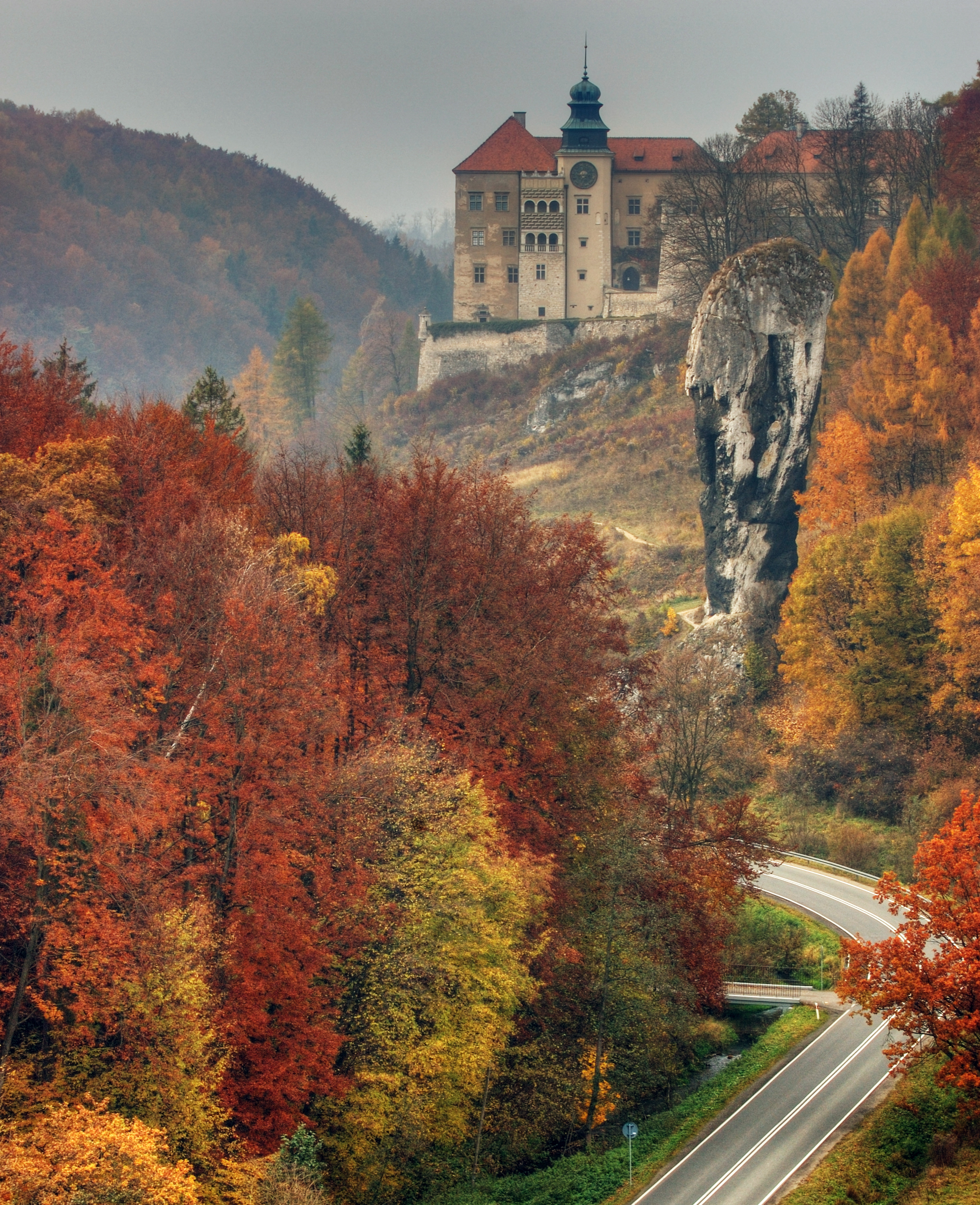
Палица Геркулеса и замок осенью
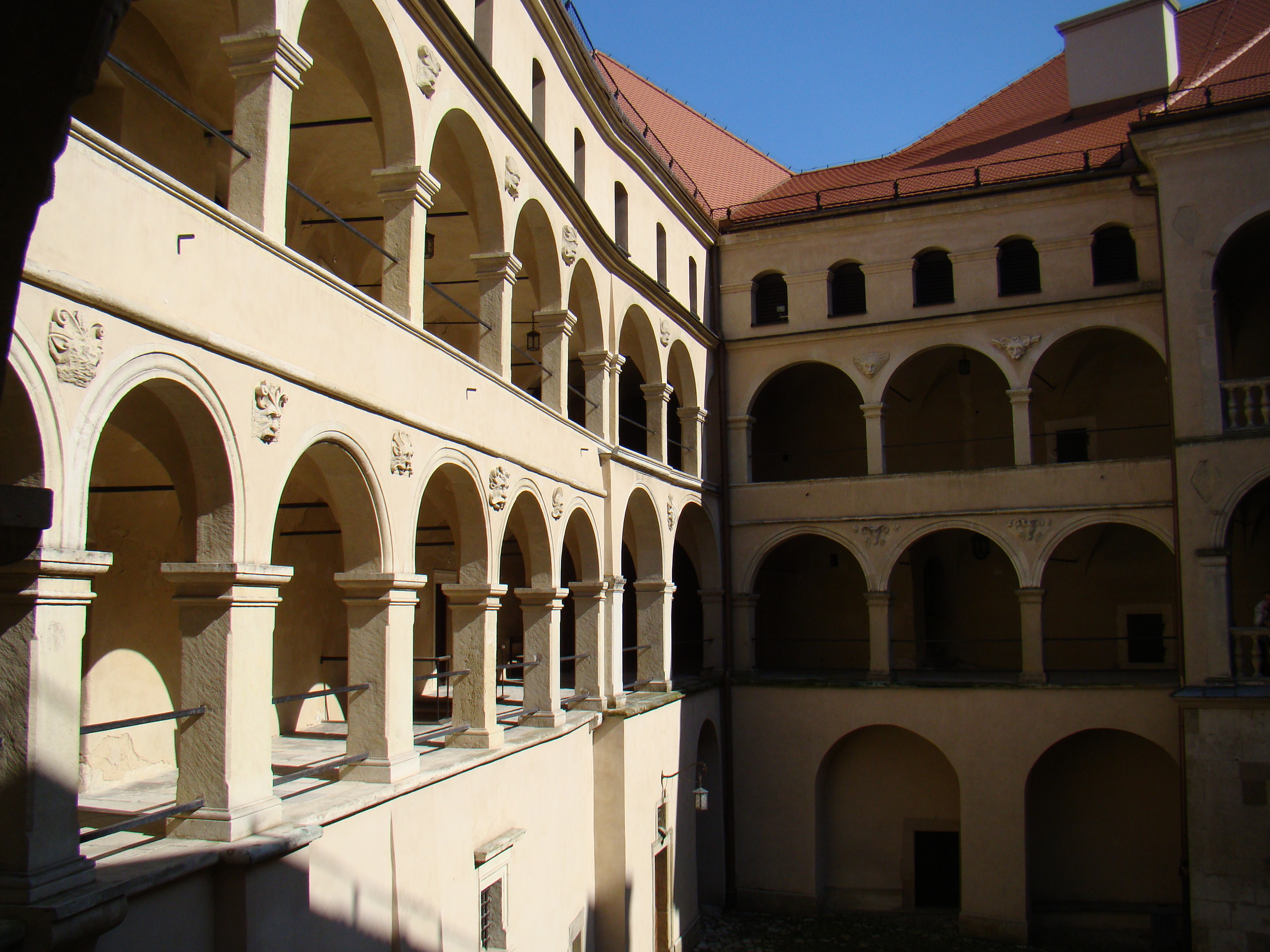
Арочный двор
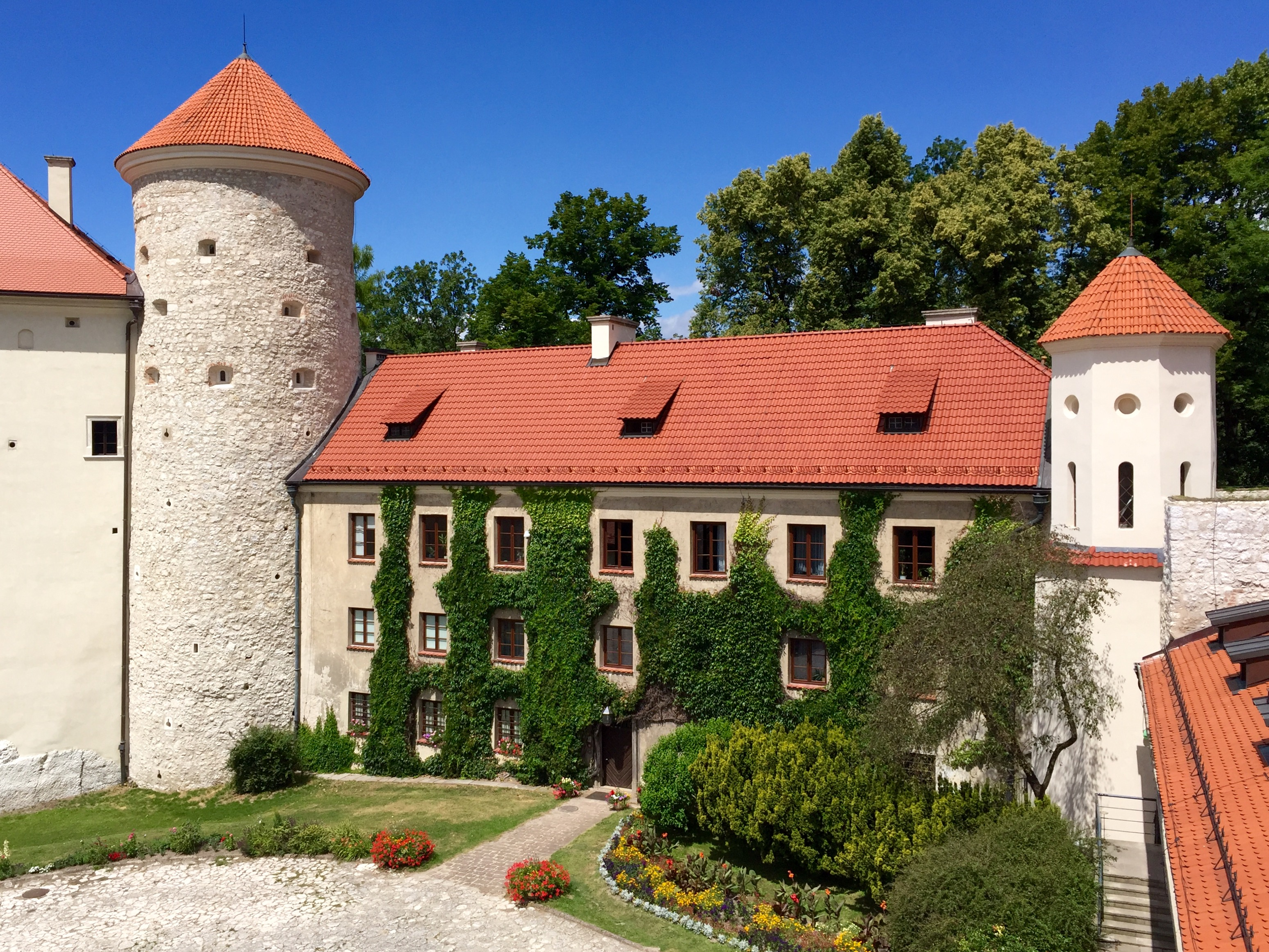
Надворная постройка
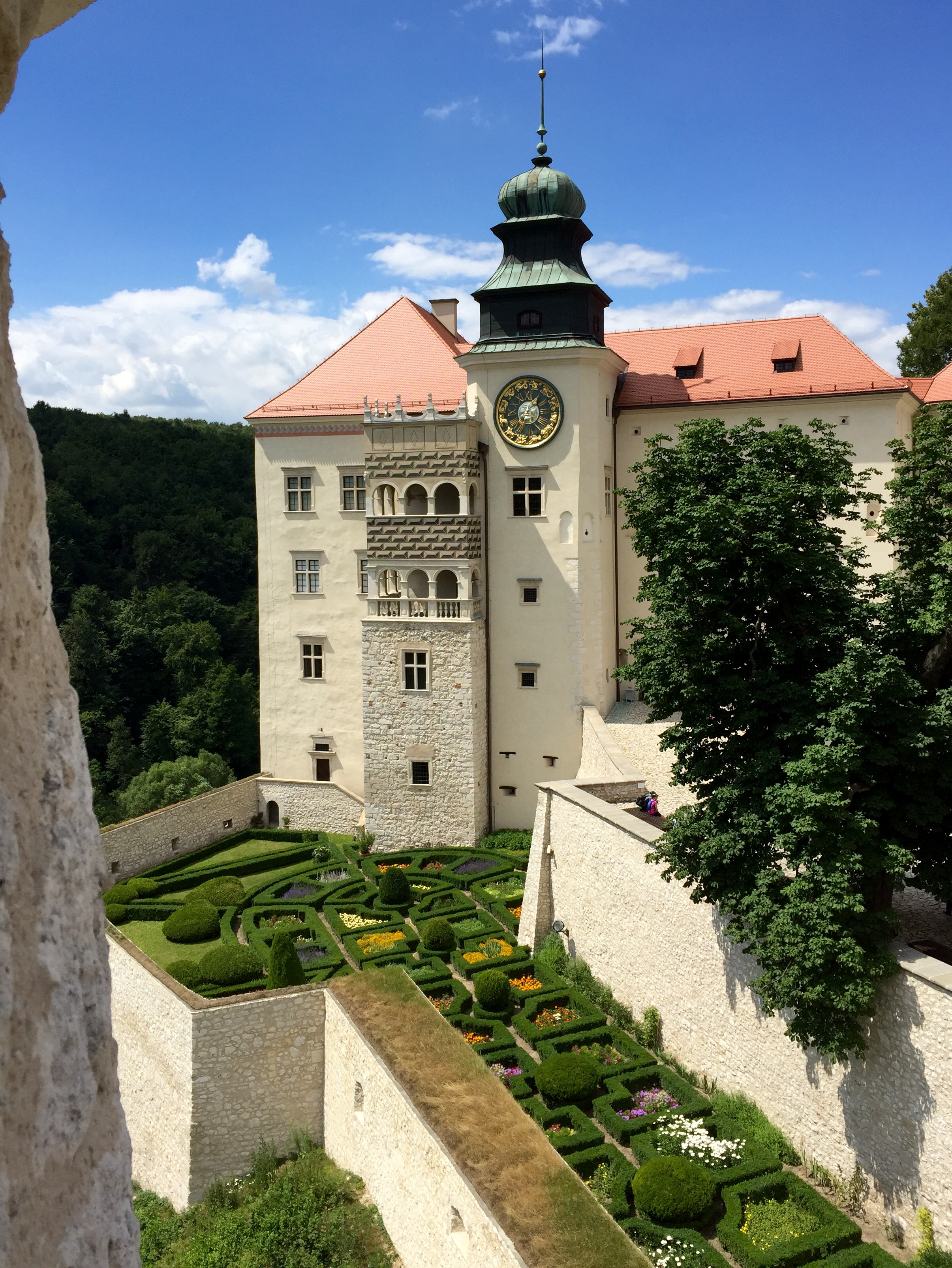
Парк 1864 - 1877 годов
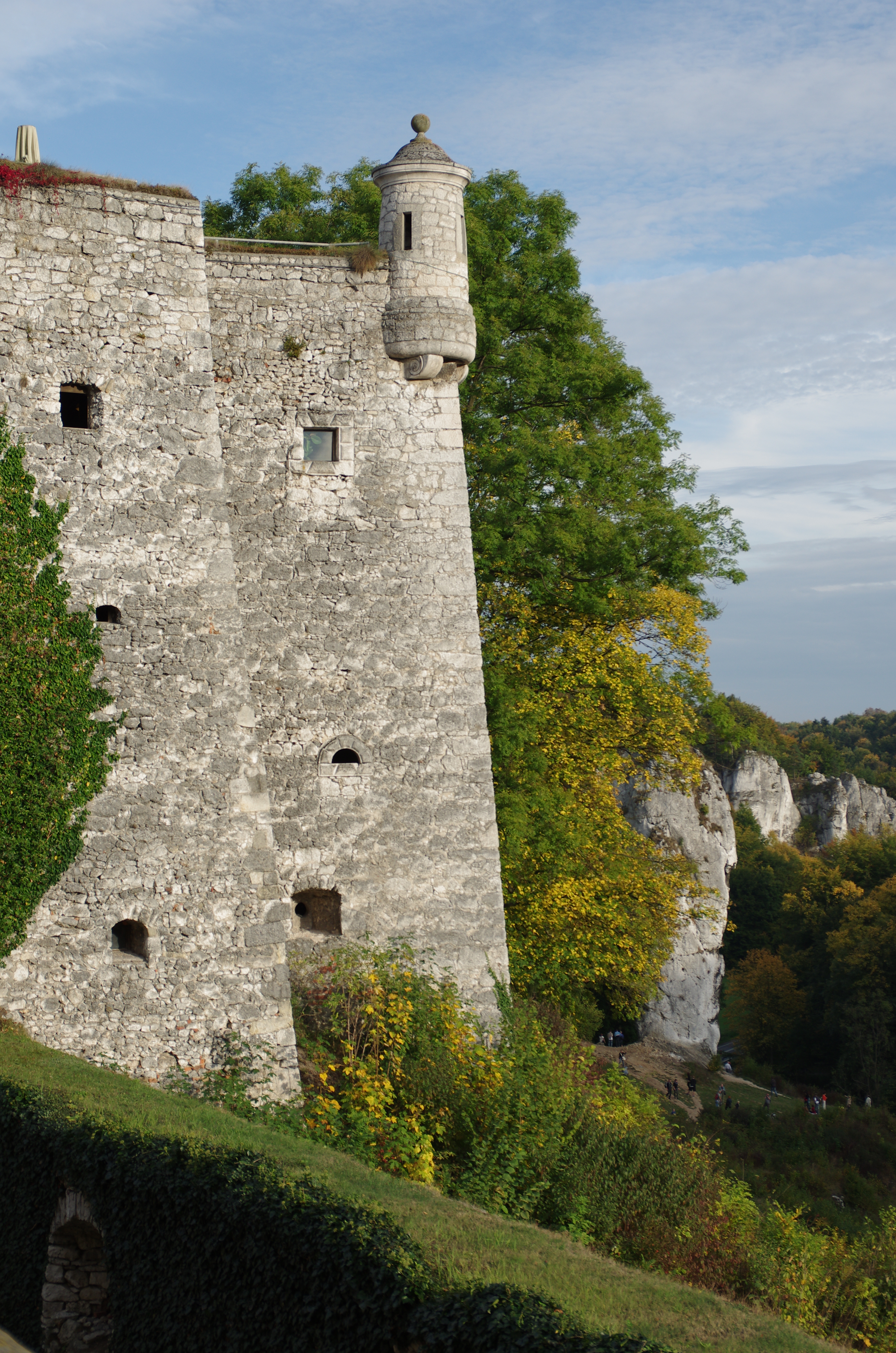
Турель на замке
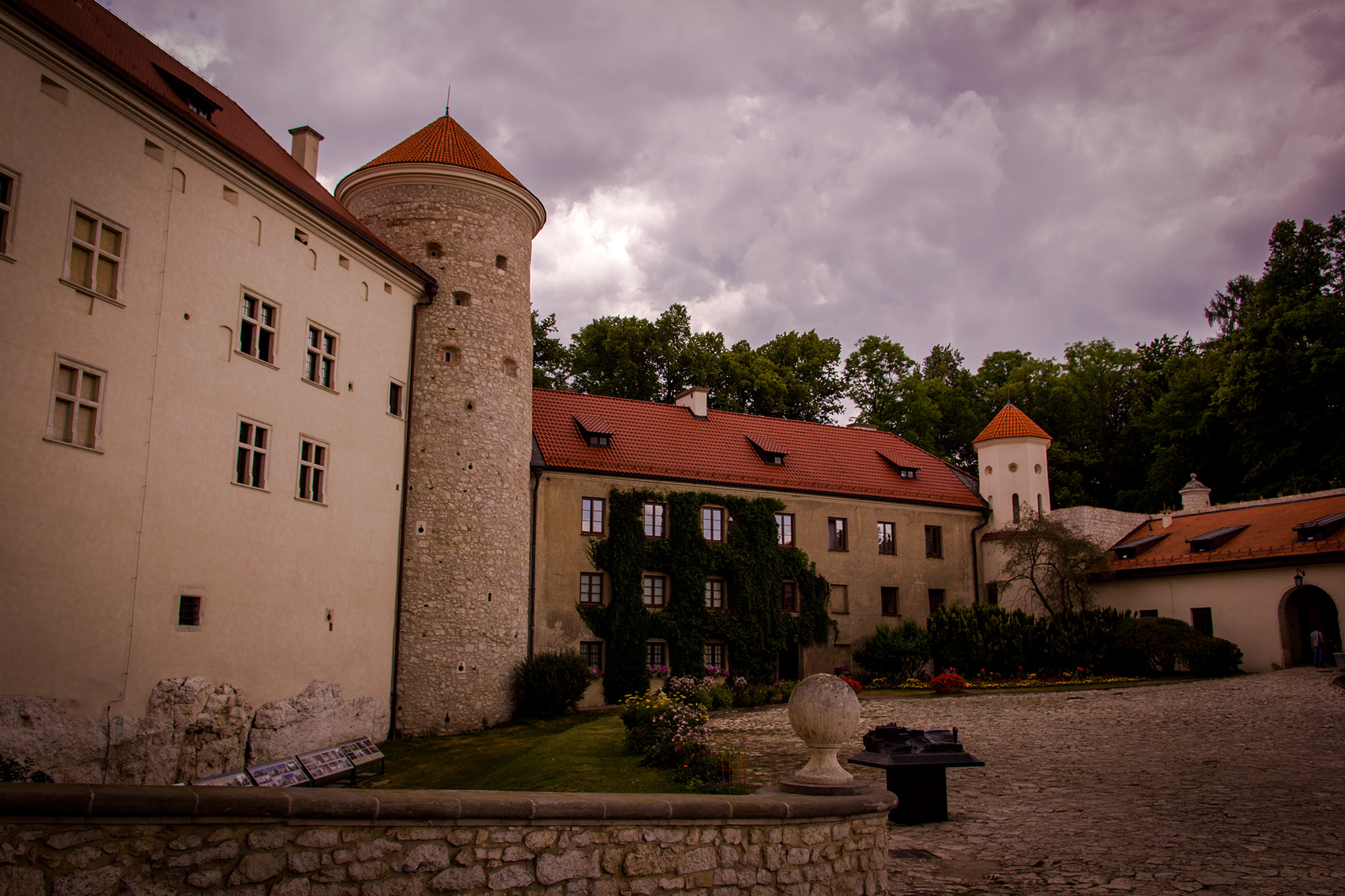
Перед входом в замок. Пристройка.